# آلبرتو ریزو (بازیکن فوتبال)
آلبرتو ریزو (انگلیسی: Alberto Rizzo؛ زادهٔ ۲۵ آوریل ۱۹۹۷) بازیکن فوتبال است.
از باشگاه‌هایی که در آن بازی کرده‌است می‌توان به باشگاه فوتبال تراپانی اشاره کرد.